# Gene Sheldon
Gene Sheldon, pseudonimo di Eugene Hume (Columbus, 1º febbraio 1908 – Tarzana, 1º maggio 1982), è stato un attore statunitense.
È ricordato in particolare per il ruolo di Bernardo, il servitore muto nella serie televisiva della Walt Disney Zorro (1957-1959).

## Carriera
Iniziò la carriera artistica in giovane età, lavorando con suo padre Earl, un illusionista. Sviluppò una propensione per la mimica e un'indole caratteriale pacata grazie al suo ruolo di assistente sul palco del padre. Per un breve periodo fu una personalità radiofonica, grazie a un programma in onda su un'emittente di Toledo nel 1925.
Il film del suo debutto fu Susie's Affairs (1934), in cui recitò nel ruolo di Slug il suonatore di banjo. L'anno dopo ebbe una piccola parte, sempre da suonatore di banjo, nel musical Roberta (1935), interpretato da Fred Astaire e Ginger Rogers.
Sheldon apparve nella rivista teatrale di Broadway Priorities of 1942 e interpretò la parte del genio Ali nel film-musical La parata dell'impossibile (1945).
Dagli anni cinquanta e sessanta, gran parte dei lavori di Sheldon furono realizzati in vari programmi della Walt Disney. Interpretò inoltre il film Toby Tyler (1960), nel quale impersonò Sam Treat, un clown e allevatore di animali che è uno dei mentori di Toby. L'altro protettore di Toby, l'arcigno macchinista Ben Cotter, venne impersonato da Henry Calvin, il quale aveva recitato insieme a Sheldon nella serie Zorro come il sergente Garcia.
Un anno dopo, Sheldon ebbe un ruolo importante nella versione cinematografica dell'operetta Babes in Toyland di Victor Herbert, distribuita prima di Natale dalla Walt Disney Company. Egli fu affiancato ancora una volta da Calvin, in una sorta di replica della coppia Laurel & Hardy (che erano stati protagonisti nella versione del 1934 intitolata Nel paese delle meraviglie).

### Zorro
Il ruolo per cui Sheldon è ricordato maggiormente è quello di Bernardo, il servitore muto di don Diego nella serie televisiva Zorro. Come si apprende nella prima puntata della serie, quando Diego de la Vega confida a Bernardo la sua intenzione di fingersi un ozioso intellettuale invece di un uomo d'azione, Bernardo decide di aiutarlo, sfruttando il proprio mutismo e fingendo di essere anche sordo e stupido. In questo modo, Bernardo riesce a fare la spia per Diego/Zorro senza essere sospettato.
La caratterizzazione di Bernardo, un'innovazione dello stesso personaggio sordo-muto della storia  originale, richiese l'impiego delle abilità di mimo sviluppate da Sheldon nella prima parte della sua carriera. Come il sergente Garcia, Bernardo fu di solito accompagnato sulla scena da una comica e caratteristica traccia musicale. Sheldon ripeté il ruolo in quattro ulteriori avventure di Zorro che apparvero nella serie televisiva antologica Disneyland nel 1960-1961.

## Vita privata
Nel 1944 sposò Margaret McCann a Las Vegas, Nevada. La coppia ebbe un figlio, David, e una figlia, Tracy. Sheldon morì per un attacco di cuore il 1º maggio 1982 a Tarzana, California, dove fu cremato.

## Filmografia parziale

### Cinema
- Susie's Affairs, regia di Archie Gottleb (1934) - cortometraggio
- Roberta, regia di William A. Seiter (1935) - non accreditato
- Donne e diamanti (The Dolly Sisters), regia di Irving Cummings (1945)
- La parata dell'impossibile (Where Do We Go from Here?), regia di Gregory Ratoff (1945)
- Un'avventura meravigliosa (Golden Girl), regia di Lloyd Bacon (1951)
- Il circo a tre piste (3 Ring Circus), regia di Joseph Pevney (1953)
- Toby Tyler (Toby Tyler, or Ten Weeks with a Circus), regia di Charles Barton (1960)
- Babes in Toyland, regia di Jack Donohue (1961)

### Televisione
- Zorro – serie TV, 82 episodi (1957-1961)